# Rhagio longshengensis
Rhagio longshengensis är en tvåvingeart som beskrevs av Yang 1993. Rhagio longshengensis ingår i släktet Rhagio och familjen snäppflugor. Inga underarter finns listade i Catalogue of Life.